# ستاره‌شناسی مصری

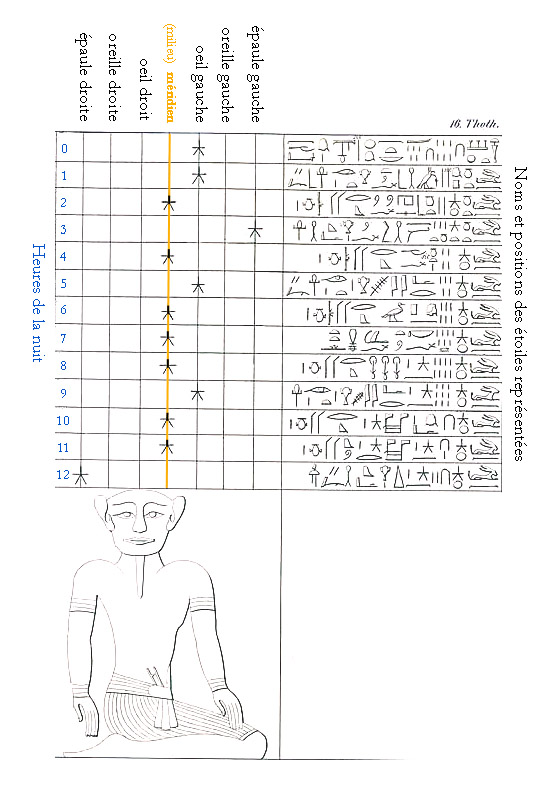
روش «ساعت ستاره ای» از مقبره رامسس ششم

ستاره‌شناسی مصری از دوران ماقبل تاریخ کشور مصر آغاز شد. در هزاره پنجم پیش از میلاد، برای ساختن دایره‌های سنگی در «نابتا پلایا» ممکن است از ترازهای نجومی استفاده شده باشد. در زمان آغاز دوره سلسله تاریخی در هزاره سوم پیش از میلاد، دوره ۳۶۵ روزه تقویم مصری استفاده می‌شد و رصد ستارگان در تعیین طغیان سالانه رود نیل به کار گرفته می‌شد.
اهرام مصر با دقت به سمت ستاره قطبی قرار گرفتند و معبد آمون در کرنک با طلوع خورشید انقلاب زمستانی در یک راستا قرار می‌گرفتند. نجوم نقش قابل توجهی در تعیین تاریخ اعیاد مذهبی و تعیین ساعات شب داشت و اخترشناسان معبد به ویژه در تماشای ستارگان و مشاهده اتصالات و طلوع خورشید، ماه و سیارات و همچنین مراحل قمری ماهر بودند.
در مصر بطلمیوسی، سنت مصری با نجوم یونانی و نجوم بابلی ادغام شد و شهر اسکندریه در مصر سفلی به مرکز فعالیت علمی در سراسر جهان هلنیستی تبدیل شد. در استان مصر وابسته به روم بزرگترین ستاره‌شناس عصر، بطلمیوس (۹۰–۱۶۸ بعد از میلاد) پرورش یافت. آثار او در زمینه نجوم، از جمله آلماژست، به تاثیرگذارترین کتاب در تاریخ نجوم غرب تبدیل شدند. پس از فتح مصر توسط مسلمانان، این منطقه تحت سلطه فرهنگ عربی و نجوم اسلامی قرار گرفت.
ابن یونس (حدود ۹۵۰–۱۰۰۹) موقعیت خورشید را برای سالها با استفاده از یک اسطرلاب بزرگ رصد کرد و مشاهدات او در خسوف‌ها قرن‌ها بعد مورد استفاده قرار گرفت. در سال ۱۰۰۶، علی بن رضوان، اس‌ان ۱۰۰۶ را مشاهده کرد، ابرنواختری که به عنوان درخشان‌ترین رویداد ستاره‌ای ثبت‌شده در تاریخ شناخته می‌شود، و دقیق‌ترین توصیف را از آن به جا گذاشت. در قرن چهاردهم، نجم الدین مصری رساله ای نوشت که در آن بیش از ۱۰۰ نوع ابزار علمی و نجومی مختلف را توصیف کرد که بسیاری از آنها را خودش اختراع کرده بود.